# Hemerophanes
Hemerophanes este un gen de molii din familia Lymantriinae.